# ラブ・ゾンビ
『ラブ・ゾンビ』は、山崎さやか（現山崎紗也夏）による漫画短編集。表題作は『ヤングサンデー増刊「大漫王」』1998年7月29日号に掲載された。

## 概要
時代背景、登場人物、環境など、内容に関連性の無い、読み切り短編集である。「ラブ・ゾンビ」のタイトルは筋肉少女帯の曲名より。

## 所収作品一覧
- ラブ・ゾンビ - ヤングサンデー増刊「大漫王」No.21　1998年7月29日号
- 主婦201号室 - 別冊ヤングマガジンNo.5 2000年1月12日号
- HIKARI - 前編・ヤングマガジンNo.42 1998年10月5日号、後編・ヤングマガジンNo.43 1998年10月12日号
- 便所 - 前編・ビッグコミックスピリッツNo.38 1999年9月6日号、後編・ビッグコミックスピリッツNo.39 1999年9月13日号
- 群青 - ヤングマガジン増刊「ダッシュ」No.1 1993年9月1日号
- P-good - ヤングサンデー増刊「大漫王」No.15 1997年7月24日号

## ストーリー

### ラブ・ゾンビ
四ツ菱デパート社員・中野良明は、居酒屋店員の美女・神崎マユミと知り合い、同棲するに到る。しかし、マユミは、自分の力では何も決められない優柔不断な性格だった。自分のことしか考えず、頼るだけのマユミに、良明は疲弊していく。そして、ついに良明の我慢が限界を超えた。

### 主婦201号室
とあるマンションの201号室に住む酒井（32歳）は10歳年下の妻アキの性欲に辟易していた。アキの浮気を防止するために、酒井の取った行動は…

## 単行本
- 全1巻 - 2001年3月20日発行　ISBN 4-309-72801-4